# 船舶改善助成施設
船舶改善助成施設（せんぱくかいぜんじょせいしせつ）とは、日本政府が1932年（昭和7年）から1936年（昭和11年）まで3次にわたって実施したスクラップアンドビルド方式の造船振興政策。老齢船解体を条件に優秀船の新造について補助金を交付することで、造船需要の増加を図るとともに、余剰船腹の圧縮と商船の質向上により海運を合理化することも目的とした。また、有事の商船徴用に備える軍事上の目的もあった。昭和恐慌後の景気回復に効果を発揮した。

## 背景
日本の造船業は第一次世界大戦を契機として急速に発展し、最盛期の1918年（大正7年）には造船業が53者・造船所57か所を数えた。汽船建造量も、1919年（大正8年）に145隻・584,447総トンと史上最高を記録した。しかし、戦争終結と戦後不況により海上輸送量が減少すると世界的に商船の船腹が過剰となり、新船建造の発注は激減、在庫扱いで建造したストックボートも売れずに船舶価格が下落した。1921年（大正10年）にイギリス政府が戦争賠償として取得した商船の払い下げを行った際、多数の日本の船主が中古船を輸入したことも日本での船腹過剰を助長した。1926年（大正15年）には日本の造船所数は23か所に減り、進水した船は15隻・47,539総トンにまで落ち込んだ。その後も商船建造は伸び悩み、特に昭和恐慌発生後の1931年（昭和6年）には前年比43%の8万6千総トンへ激減し、翌1932年には4万総トンを割り込んだ。
日本の海運業も、第一次世界大戦終結後に長い苦境に陥っていた。関東大震災による復興資材運搬の特需はあったものの、その後は金融恐慌や日中関係悪化による貿易縮小で再び情勢が悪化したうえ、1929年（昭和4年）には世界恐慌で世界的に海上輸送量が激減した。他方で船腹量は世界的に増加していたため、用船料・運賃は急落し、港に碇泊したままの係船が急増した。1932年には世界で4年前の4倍に当たる1400万総トンの商船が係船状態で、日本でも内地在籍船の隻数比16%・トン数比9%を占める583隻・37万総トンが同年1月時点で停係船だった。
1930年頃の日本の海運業の特徴として、老齢船が保有船腹の多くを占めていたことが挙げられる。第一次世界大戦後に商船の大型化・高速化が進んだが、日本は乗り遅れていた。保有船腹量ではイギリス・アメリカ合衆国に次ぐ第3位を誇ったが、輸入した中古船などが多く、1932年8月時点で保有商船の約1/4にあたる306隻・115万総トンが船齢20年を超える老齢船だった。老齢船が多いことは、海難事故の増加や保険料の上昇などのデメリットがあった。
日本政府は、造船所に補助金を交付する造船奨励法が第一次世界大戦中に施行期間満了となった後、当時は好況だった造船業に対する支援を間接保護に切り替える方針をとった。そのため、1921年に造船材料の輸入関税免除や船舶用鋼材製造への補助金交付を内容とする一連の法改正が実施されたが、造船奨励法の施行期間再延長は見送られた。1920年（大正9年）には八八艦隊計画に関する予算が国会承認されると、造船能力維持を兼ねて民間造船所へも排水量で半分以上を占める海軍艦艇が発注されたが、恩恵を受けたのは一部の大手造船所に限られた。しかも、1922年のワシントン海軍軍縮条約締結により八八艦隊計画は中止されてしまった。その後も補助艦艇多数の民間発注は続行されたものの、商船建造が伸びないため、造船所の経営状態は改善されなかった。一方、これらの施策の結果、海軍艦艇建造能力の半分以上を民間が担う状態が定着し、軍備自給のために民間造船所の存続を図る国防上の必要性が高まった。
船腹過剰問題・老齢船問題も日本政府は認識していたが、有効な対策を実現できないでいた。安達謙蔵が逓信相だった1926年（大正15年・昭和1年）前後には、海運振興のため老齢船解体と新船建造を2対1の比率で行う新法制定が検討されたが、大蔵省の反対で法案提出に至らなかった。同じ1926年には中古船の輸入を抑える目的で船舶輸入時の関税定率を引き上げたが、大勢に影響を与えなかった。1930年10月には濱口内閣が、日本船主協会・日本海員組合・海員協会の陳情に応えて、逓信大臣を長とする審議会の臨時海運調査会を設置したものの、答申内容はほとんど実現しなかった。なお、同年11月、横浜船渠・浦賀船渠・石川島造船所の労働組合である日本造船労働連盟も、政府補償による船齢35年以上の老齢船解体などを陳情している。

## 第一次船舶改善助成施設

### 立案の経緯
1931年（昭和6年）末に成立した犬養内閣は、内田信也を逓信政務次官に起用し、臨時海運調査会に代わって海事審議会を設置した。しかし、五・一五事件のために第1回委員会の開催は延期された。
委員会延期の間に日本船主協会は、1926年に不成立に終わったスクラップアンドビルド方式の新法に着目し、同法案を基礎とした政策案の陳情を始めた。この船主協会案は、計70万総トン以上の不経済船解体と1/3以下の総量の新船建造を行い、解体費と建造費の一部を政府が助成、実務処理のための代行機関設置、関税引き上げによる外国船輸入防止などといった内容であった。逓信省もこの案に賛成した。日本海員組合も、船腹減少による失業船員増加を懸念しつつ、海運業界全体の再生のため協力を選んだ。海軍も、有事の際に特設艦船として軍艦との編隊行動が可能な優秀商船の整備を望んでおり、国防上の見地から賛成していた。
一方で、高橋是清蔵相は、海運界の要望で創立した国策会社の国際汽船が失敗したことにより海運関係者への不信感を抱いていたと言われ、財政難もあって船主協会案に難色を示した。また、海運界でも山下汽船などは、旧式であっても安価かつ燃料調達が容易な石炭焚きレシプロエンジンの中古船輸入を重視しており、反対派であった。陸軍も、徴用船の性能を重視する海軍と異なって船腹量の確保を優先していたため、船の解体には反対の立場であった。
前政務次官の内田信也が積極的な調整を行った結果、海運・造船関係者の意見は統一され、高橋蔵相も最終的に船主協会案を承諾した。齋藤内閣下の7月13日に第1回委員会が開催され、特別委員会での審議を経て、7月26日に答申案が採択された。答申に基づき逓信省がまとめた5カ年の予算外国庫負担契約の原案は、大蔵省の査定により期間を2年半に縮めるなど修正のうえ提出され、同年8月の第63回帝国議会で協賛された。具体的な助成要件は、同年9月22日付の逓信省告示第1786号により示されている。

### 内容
第一次船舶改善助成施設の実施期間は1932年度（昭和7年度）半ばから1934年度（昭和9年度）までの2年半で、40万総トンを解体して、20万総トンを新造する計画であった。予算は、全体で1100万円の支出が認められた。
第一次船舶改善助成施設に基づく補助金交付の要件は、おおむね次の通りであった。
- 船齢25年以上の1千総トン以上の日本汽船を解体し、その1/3以上の総トン数の日本汽船を代船として建造すること。解体船と代船のトン数算定は数隻分を一括することが認められ、例えば解体船3隻合計12000総トンに対して代船1隻4000総トンという形で申請が可能。
- 代船は、総トン数4千トン以上・速力13.5ノット以上の貨物船であること。
- 代船の建造を内地の造船所で行い、資材・機関・艤装品は国産品を使用すること。
- 代船の設計にあたって、船体とスクリューの模型による水槽試験を実施すること。

補助金の支給額は、対応する解体船（見合い船）の総トン数の1/2を超えない範囲で代船の総トン数に比例して決定された。1トン当たりの支給額は、最高速力に応じて総トン数1トン当たり45円（14ノット未満）から54円（18ノット以上）まで変わった。また、有事の徴用に備えて、甲板の高さや強度、船倉口の大きさなどを軍用に適した設計とさせ、その分の費用として総予算のうち100万円が特別助成金として支給された。おおよそ、新船建造に際して船価の1/4が補助される計算となる。
実務を円滑に遂行するための代行機関として、半官半民の財団法人船舶改善協会が1932年10月に創設された。日本船主協会と造船連合会の会員らによって構成された。
なお、船舶改善助成施設による古船解体と対をなす中古船の輸入規制措置として、1933年5月には、船舶輸入許可制度も制定された（昭和8年逓信省令第18号）。許可された実例は捕鯨母船「アンタークチック（no）」（改称して「図南丸」）程度で、これにより中古船の内地への輸入は事実上禁止された。

### 実施状況

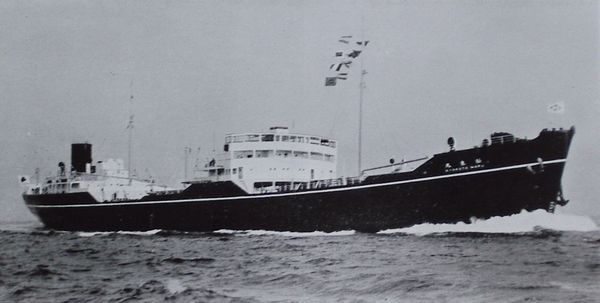
第一次船舶改善助成施設で建造された飯野商事の川崎型油槽船「極東丸」。

第一次船舶改善助成施設の実施は、順調に進んだ。施行直後の1932年中こそ新造船2隻の申請にとどまっていたが、1933年3月末までには初年度見込みをトン数で9割近く上回る13隻（計94050総トン）もの申請があった。最終的に31隻（計198989総トン）が新造され、見合い船として解体されたのは94隻（399205総トン）に上った。
31隻の助成対象新造船のうち、N型貨物船をはじめとする欧米航路向けの高速大型貨物船が最も多く、13隻を占めた。東南アジア航路向けで助成基準の下限規模に近い5千総トン未満の中型貨物船が10隻で、これは海軍が特設巡洋艦へ改装するのに適当と考える船種でもあった。通常の貨物船以外に、海軍の要望で補給艦に転用可能な石油タンカーの川崎型油槽船も2隻建造されている。残り6隻は経済性重視で速力を抑えた大型貨物船であった。
解体された老齢船は主に近海用の中小貨物船・貨客船で、船齢は30年以上が24隻・35年以上が28隻・40年以上が15隻・45年以上が6隻・50年以上が4隻含まれていた。

## 第二次船舶改善助成施設
当初の予算消化後も海運・造船界は助成の延長を要望したため、引き続き第二次船舶改善助成施設を実施することが決まった。第二次助成施設の実施期間は1935年度と1936年度の2年間で、助成総額150万円が認められた。
日本経済は、すでに1935年には好景気になっており、船舶需要も回復していた。そのため、第二次船舶改善助成施設では船腹整理よりも船質改善に重点が置かれ、解体船と新造船はいずれも計5万総トンが目標とされた。補助金の交付要件も大幅に修正されており、主要な変更点は次の通りであった。
- 代船の速力は船の長さの平方根の1.3倍以上とする。
- 補助金の支給額は、見合い船のトン数を超えない範囲で総トン数に比例して算定。1トン当たりの額は速力と船の長さの平方根との比率に応じて、24円50銭（速力が船体長平方根の1.30倍）から32円50銭（同1.70倍）まで高速化するごとに増える。
- 代船の船籍は内地以外に、朝鮮・台湾・関東州に拡張。
- 代船には外国人船員の乗務を認めない。

第二次助成施設の結果、8隻（計50834総トン）が新造された。内訳は、大型高速貨物船4隻・中型貨物船3隻・タンカー1隻で、中型のうち1隻はばら積み貨物船だった。このうち1隻は、新造船の船籍が外地に拡張されたのを受けて関東州に拠点を置く大連汽船が船主として発注したものである。解体船は11隻（計52718総トン）が予定されたが、戦時体制への移行により船腹確保のため解体期限が5回にわたって延長され、実際に解体されたのは2隻（計16677総トン）にとどまった。

## 第三次船舶改善助成施設
1936年度・1937年度の2年間で、さらに第三次船舶改善助成が実施された。新造船・解体船とも計5万総トンを目標として予算総額150万円とするのは第二次と同内容であり、補助金の交付要件・算定基準も第二次と同じであった。
実施結果は新造船が9隻（計50891総トン）で、内訳は大型高速貨物船2隻・大型貨物船2隻・中型貨物船5隻。解体船は13隻（計47294総トン）を予定したが、やはり第二次同様の解体期限延長が4回あり、実行されたのは2隻（計6282総トン）だけであった。

## 影響と評価
三次にわたる船舶改善助成施設の結果、日本の海運会社は全体として老齢船の更新と性能の改善を実現できた。補助金を受けて新船を建造できた船主は、大手海運会社を中心とする19社に限られた。しかし、中小船主も、解体に供するための老齢船を大手海運会社に売却して、代わりに比較的船齢の若い中古船を取得することで、間接的に恩恵を享受することができた。例えば、大手の東洋汽船が第一次助成施設で建造した「宇洋丸」の見合い解体船5隻は、すべて他社から購入した船であった。
代船として新造された船は、トン当たり助成額の増額を狙って最低基準の13.5ノットを優に上回るものが多く、著しく高速化が進んだ。また、ディーゼルエンジンを採用した船が多く、スクリューも2軸から1軸へ洗練されて推進効率が向上、大幅に燃費が改善した。当時の代表的な優秀船路線であったニューヨーク定期航路を例にとると、第一次助成施設の建造船は、1916年-1921年建造の在来船に比べ、速力で26.2%増加・馬力で77%増加・燃料消費量73.5%減少という高性能だった。助成施設適用船の高速化は、自己資金での同型船建造など新造貨物船一般の高速化へ波及した。助成施設が開始された1932年以前8年間と以後7年間の新造船を比較すると、以前は15ノット以上の高速船は約38%だったのに対し、助成開始以後は約60%へ増加した。助成対象外の貨客船についても、大阪商船などで船舶改善助成施設を意識して自主的な性能改善の取り組みが行われた。
過剰船腹の整理に成功した海運界は、金再禁輸による円為替下落で輸出が回復し始めたことと相まって、1932年後半には他の国内産業に先駆けて業績が改善し始めた。船質改善により他国の船会社に対しても優位に立ち、運賃収入の増加で日本の国際収支改善に大きく寄与した。

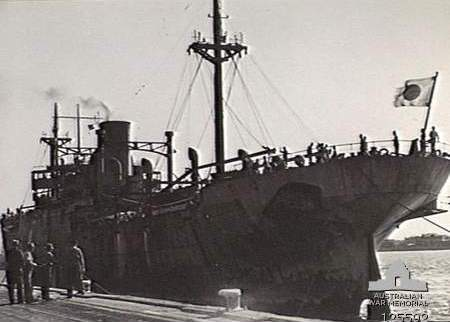
第一次船舶改善助成施設で建造された高千穂商船の大型貨物船「高栄丸」。太平洋戦争では海軍に徴用されて改装、特設敷設艦として活動した。

造船界は、新造船建造と老齢船解体の集中により、世界の造船市場が低調な中でいち早く回復に転じた。助成適用船建造の発注を受けたのは9つの造船所に限られ、しかも三井玉造船所と三菱重工業で6割以上を占めていたが、海運界の好調による造船需要の全体的な増加が生じていた。1932年の国内進水船が10隻（計44000総トン）に落ち込んでいたところ、1934年には20隻（計123137総トン）、1937年には93隻（計427994総トン）と5年で10倍近い伸びとなった。技術面でも船舶改善助成施設での国産品使用・水槽試験実施等により、設計能力の向上や周辺製造業の技術向上に良い影響があった。特に高性能船向けの大出力ディーゼルエンジンの需要増加は、機関製造能力の向上につながった。
軍事的にも、有事の徴用に適した優秀商船の増加と、海軍工廠を補完する民間造船所の存続と技術向上という目標が達成された。日中戦争から太平洋戦争にかけて助成対象船のほとんどが軍に徴用され、特設巡洋艦15隻中6隻、特設敷設艦9隻中4隻 など有力な特設艦船の中核を担った。また、第一次助成施設で建造された「神州丸」（巴組汽船：4180総トン）型2隻は主機にディーゼルエンジン2基を積んで流体継手を介してまとめ1軸のスクリューを駆動させるという特殊な設計を採用しており、岩重多四郎は、同時期建造の潜水母艦「大鯨」用機関の実験船としての性格があったのではないかと推測している。
実施の代行機関として設置された船舶改善協会は、船舶改善助成施設の補助金交付等の事務を担当しただけでなく、新たな海事政策の立案にも携わった。実現した事業として、政府推奨の優秀商船の統一規格である逓信省標準船（戦時標準船の前身として「平時標準船」とも呼称）の制定が挙げられる。海事金融を目的とした日本海事銀行の設立も提言したが、大蔵省の同意を得られず、実現には至らなかった。
一方で、船舶量の減少と省力化された新型船への移行により、失業船員が増加する弊害もあった。不況による労働条件の低下が進んでいたこともあって、日本海員組合では労使協調路線の幹部に対する不満が高まり、激しい内部対立が起きた。1935年5月には、赤崎寅蔵を中心とした反主流派が新日本海員組合を結成して、分裂状態に陥った。
船舶改善助成施設の実効性確保のため船舶輸入許可制度による中古船輸入規制が施行されたことは、中華民国船籍の便宜置籍船を利用した脱法行為（変態輸入船）の増加という問題も生んだ。

## その後の造船振興政策
第三次船舶改善助成施設の終了後、海運・造船業界からはさらに第四次助成の実施が要望された。しかし、景気回復により過剰船腹問題が解消していたこと、日本がワシントン海軍軍縮会議・ロンドン海軍軍縮会議体制から脱退するなど軍事的緊張が高まって船腹量確保が重要になってきたことなどから、船舶改善助成施設の継続は見送られた。
その代わり、新たな造船振興政策として、軍事色の強い優秀船舶建造助成施設・大型優秀船舶建造助成施設が実施されることになった。これは、遠洋航海助成施設・船舶金融施設と並んで海運国策と称された政策で、林内閣時代の第70回帝国議会で予算が国会に協賛された。見合い解体船を要しない純然たる新造船への補助政策で、対象船種を貨物船以外に広く拡大、軍の徴用を想定して経済的合理性を失うほどの高性能化を要求など、従来の船舶改善助成とは異質な内容であった。